# Mary Ewing-Mulligan
Pour les articles homonymes, voir Ewing et Mulligan.
Mary Ewing-Mulligan est une écrivaine américaine, éducatrice œnologique et maîtresse de vin, la première américaine à obtenir cette accréditation. Elle est directrice de l'école International Wine Center depuis 1984 et directrice exécutive des programmes américains pour le Wine & Spirit Education Trust. Elle est également journaliste indépendante d'articles sur le vin dans diverses publications et co-autrice de plusieurs livres sur le vin dans la série For Dummies.

## Biographie
Ewing-Mulligan est diplômée de l'Université de Pennsylvanie en 1971 avec une majeure en anglais, suivi de divers postes à la Commission du commerce italien à Philadelphie et plus tard à Manhattan. En 1984, elle rejoint le International Wine Center, une école fondée par Albert L. Hotchkin Jr. en 1982, une des principales écoles de vin des États-Unis. En 1988, Ewing-Mulligan commence le programme préparatoire de Master of Wineet réussi l'examen théorique en 1990 lors de sa deuxième tentative, et l'examen de dégustation à l'aveugle lors de la cinquième tentative en 1993. 
Ewing-Mulligan est chroniqueuse pour le Wine Review Online et a précédemment été chroniqueuse sur le vin pour le New York Daily News et correspondante sur l'émission de radio The Splendid Table.  Elle a également rédigé des articles dans des publications telles que Los Angeles Times, Food & Wine, The New York Times, Gourmet, Wine Spectator, Wine Enthusiast Magazine et Wine & Spirit.
Ses livres, co-écrits avec son mari Ed McCarthy, incluent Wine Style: Using Your Senses to Explore and Enjoy Wine et plusieurs publications de la série For Dummies, dont Wine For Dummies, Red Wine For Dummies, White Wine for Dummies, French wine for Dummies, Italian Wine for Dummies et California Wine for Dummies.